# Вилхелм I (Брауншвайг-Грубенхаген)
Вилхелм I (на немски: Wilhelm I; * ок. 1298, † 1360) от род Велфи (Стар Дом Брауншвайг), е херцог на Брауншвайг и Люнебург и от 1322 до 1360 г. княз на Княжество Грубенхаген.

## Живот
Той е третият син на херцог Хайнрих I 1267 – 1322) и на маркграфиня Агнес фон Майсен (1264 – 1322).
След смъртта на баща му през 1322 г. Вилхелм I и братята му Хайнрих II и Ернст I си поделят малкото княжество. Той умира през 1360 г. и понеже няма наследник, брат му Ернст управлява цялото княжество.